# Black Mirror: Bandersnatch
Black Mirror: Bandersnatch es una película interactiva británica, de drama y ciencia ficción, basada en la serie de ciencia ficción distópica Black Mirror. La cinta está dirigida por David Slade y protagonizada por Fionn Whitehead. Se estrenó en Netflix el 28 de diciembre de 2018.
En Bandersnatch, el espectador toma decisiones que afectan la trama de la película. Estas decisiones dan lugar, entre numerosas combinaciones posibles, a cinco posibles finales distintos. La película por tanto tiene una duración de entre 45 y 120 minutos de duración. Sin embargo, si se decide no tomar ninguna decisión porque visionamos la película en un dispositivo que no permita la interactividad, tiene una duración de 90 minutos.

## Resumen
En julio de 1984 el joven británico de 19 años Stefan Butler cumple el sueño de su vida al entrar a trabajar en la compañía de videojuegos Tuckersoft.
El trabajo de Butler consiste en adaptar una novela de ciencia ficción del estilo «Elige tu propia aventura» a un videojuego en el cual el jugador tiene la opción de elegir entre múltiples caminos que llevan a diferentes finales. A medida que avanza en la programación del juego, Butler comienza a cuestionar la existencia de la realidad misma y extraños sucesos empiezan a suceder a su alrededor.

## Argumento
Un programador británico llamado Stefan Butler (Fionn Whitehead) está adaptando un libro del tipo "elige tu propia aventura" heredado de su difunta madre, Bandersnatch de Jerome F. Davies (Jeff Minter). Stefan se lo presenta a la compañía de videojuegos Tuckersoft, dirigida por Mohan Thakur (Asim Chaudhry) donde trabaja el creador de juegos Colin Ritman (Will Poulter). Entonces, Stefan tiene la opción de aceptar o rechazar la ayuda de la empresa en el desarrollo del juego. Si Stefan acepta, Colin dice que eligió el "camino equivocado". El juego se lanza meses después y se critica brutalmente. Stefan considera intentarlo de nuevo, y la película vuelve al día de la oferta y el usuario tiene la misma opción.
Al rechazar la oferta, Stefan comienza a trabajar en el juego por su cuenta desde su habitación, con fecha límite de septiembre. A medida que el juego se vuelve más complejo, Stefan se estresa y es hostil a su padre Peter (Craig Parkinson). Visita la clínica psicológica del Dr. R. Haynes (Alice Lowe). El espectador puede hacer que Stefan le explique al Dr. Haynes sobre la muerte de su madre y el conejo de peluche. Su madre se retrasó por culpa de Stefan quien no quería irse sin el conejo y el tren que tomó se descarriló. Por eso, Stefan se siente responsable de su muerte. El Dr. Haynes le receta un medicamento a Stefan, que se puede elegir para que Stefan lo tome o lo tire.
El espectador puede hacer que Stefan acepte una invitación al apartamento de Colin, donde vive con su novia Kitty (Tallulah Haddon) y su hija. La pareja se droga y Colin habla sobre programas secretos de control mental del gobierno y líneas de tiempo alternativas. Para demostrar sus teorías, Colin exige que Stefan elija a uno de ellos para saltar desde el balcón. Si Stefan salta, muere y Tuckersoft termina el juego con malas críticas. Si Colin salta, todo el encuentro se revela como un sueño, pero Colin está ausente en el resto.
A medida que se acerca la fecha límite para entregar el juego, Stefan comienza a sentir que está siendo controlado por fuerzas externas. Stefan descubre que su vida refleja la de Davies, de quien aprende a través de un libro y un documental que le entrega Colin. Al igual que Davies, ve un símbolo, que aparentemente llevó a Davies a decapitar a su propia esposa. A medida que comienza a colapsar mentalmente, el espectador tiene múltiples opciones para explicarle a Stefan quién lo ha estado controlando, incluida la opción de que le digan a Stefan que lo están viendo en Netflix. El usuario puede descubrir una caja fuerte cerrada que contiene el viejo conejo de juguete de Stefan o documentos sobre que está siendo parte de un experimento.
Hay numerosos finales posibles. Stefan puede optar por pelear con su terapeuta, que enseña después que está en un set de filmación y que su padre es un actor.
En otro camino, el espectador tiene la opción de hacer que Stefan mate a su padre, luego enterrar o cortarlo. Enterrarlo hace que sea encarcelado antes del lanzamiento del juego. Desmembrarlo conduce al lanzamiento exitoso del juego, pero Stefan va a prisión poco después y el juego es destruido. Otras escenas muestran a Mohan, Colin o Kitty llegando a la casa de Stefan, a veces con la opción de matar a los personajes. Otro final es en la actualidad con la hija de Collin Adulta (Laura Evelyn), programadora de Netflix, que intenta adaptar Bandersnatch a una película interactiva.

## Realización y producción
Bandersnatch se lanzó en Netflix el 28 de diciembre de 2018 en 28 idiomas. Estaba destinado a ser un episodio de la quinta temporada, y su alcance cambió a una película independiente debido a su complejidad. Brooker comparó el esfuerzo realizado en Bandersnatch con el de un total cuatro episodios regulares de Black Mirror.

## Redacción y guion
La película fue escrita por Charlie Brooker. Tenía una idea para una trama que solo funcionaba como una película interactiva. En él, un programador haría un videojuego a partir de un libro para elegir tu propia aventura. Brooker había realizado previamente varios finales para el episodio de la tercera temporada "Playtest".
Brooker pensó que la película tendría una historia clara, con algunas escenas diferentes al final, hasta que tuvo la idea de recordar elecciones anteriores e incorporarlas en escenas posteriores. Para mantener la narrativa enfocada, se mantuvo el concepto central de la historia en torno a la libertad de elección. Se debatió sobre el número de elecciones que el espectador debería hacer y cómo se debería seguir el ritmo de la película y las historias continuaron expandiéndose.
Se esperaba que el final de flash-forward que involucraba a Pearl, la hija, fuera el más común. Pero, varios de los caminos llevan al espectador hacia la elección de que Butler mate a su padre. Sin embargo, no se pueden alcanzar todos los finales sin que mate a su padre. McLean afirmó que esto se hizo para darle al espectador la sensación de tener su propio control sobre la narrativa.

## Diseño del episodio
A sugerencia de Netflix, Brooker escribió el guion de 170 páginas en Twine, software para escribir ficción interactiva, también uso Scrivener, Final Draft y Microsoft Notepad. La estructura básica fue la mayor parte del tiempo y el guion tuvo a siete versiones diferentes.
Brooker y la producción consideraron cómo presentar las opciones al jugador, considerando inicialmente los bucles de animación GIF de las posibles acciones. Su diseño inicial confundió a los espectadores de prueba, y en su lugar utilizaron opciones de texto. La iluminación, el diseño de sonido de la película cambian mientras esto ocurre, para hacer que el espectador sienta presión.
La transmisión con transiciones fluidas de una escena a cualquiera de las dos opciones requiere que las dos escenas posteriores se almacenen previamente en caché, lo que significa que Bandersnatch no podría estar disponible en algunos dispositivos más antiguos, Chromecast o Apple TV.

## Filmación
Se realizó en un centro comercial, algunas escenas exteriores se filmaron en el centro comercial St George's Walk, Croydon, Londres.
Bandersnatch fue dirigido por David Slade, quien anteriormente dirigió el episodio de la cuarta temporada "Metalhead".
Davies fue interpretado por el desarrollador de juegos independiente Jeff Minter por sugerencia de Jones.También se le pidió al escritor Warren Ellis que interpretara a Davies, pero no pudo comprometerse con el programa de rodaje y los viajes.
La producción tomó ocho meses, y Netflix requirió que los activos estuvieran bloqueados para fines de noviembre de 2018. Los actores tuvieron dos semanas para prepararse, mientras que el rodaje duró alrededor de 35 días, que fue más largo que el promedio de los otros episodios de Black Mirror. La filmación exterior tuvo lugar en el centro comercial de Croydon en abril de 2018.

## Banda sonora
La banda sonora fue compuesta por Brian Reitzell, quien trabajó en ella escribiendo partituras separadas para cada una de las historias principales y luego completando la música de las escenas. Su objetivo era que la música estuviera conectada a lo que sucedía, por eso parte del equipo musical que utilizó era de la década de 1980.

## Reparto
- Fionn Whitehead - Stefan Butler
- Craig Parkinson - Peter Butler
- Alice Lowe - Dra. R. Haynes
- Asim Chaudhry - Mohan Tucker
- Will Poulter - Colin Ritman
- Tallulah Haddon - Kitty
- Catriona Knox - Leslie
- Paul Bradley - Robin
- Jonathan Aris - Crispin
- AJ Houghton - Stefan Butler joven
- Fleur Keith - Madre
- Laura Evelyn - Pearl Ritman
- Alan Asaad - Satpal
- Suzanne Burden - Judith Mulligan
- Jeff Minter - Jerome F. Davies
- Sandra Teles - Reportera
- Rochenda Sandall - 1st ad Pippa
- Ellie Piercy - Recepcionista
- Tom McCall - Paramédico
- Jon-Jo Inkpen - Pax
- Stephen Rashbrook - Narrador